# Lagunillas del Farallón
Lagunillas del Farallón es una pequeña localidad del departamento Rinconada, en la Provincia de Jujuy, Argentina.
Se encuentra en la región de la puna cerca del Cerro Zapaleri y el cerrro Granada en la triple frontera entre Argentina, Bolivia y Chile. Es el pueblo más alto de Argentina.

## Población
Cuenta con 264 habitantes (Indec, 2001), lo que representa un aumento del 77% respecto del los 149 habitantes registrados en el censo anterior (2001). En el censo de 1991 había sido considerada población rural dispersa.
Posee dos escuelas, la escuela 131 Alfonsina Storni y el colegio secundario Nro 8 "Héroes de Malvinas", ambas con la modalidad escuela-albergue, ya que tanto docentes como los alumnos que se encuentran a distancias considerables Ingresan los lunes finalizando el día viernes retornando a sus hogares.[cita requerida]

## Defensa Civil

### Sismicidad
La sismicidad del área de Jujuy es frecuente y de intensidad baja, y un silencio sísmico de terremotos medios a graves cada 40 años.
- Sismo de 1863: aunque dicha actividad geológica catastrófica, ocurre desde épocas prehistóricas, el terremoto del 4 de enero de 1863 (162 años),[2] señaló un hito importante dentro de la historia de eventos sísmicos jujeños, con 6,4 Richter. Pero nada cambió extremando cuidados y/o restringiendo códigos de construcción.[1]
- Sismo de 1948: el 25 de agosto de 1848 (176 años) con 7,0 Richter, el cual destruyó edificaciones y abrió numerosas grietas en inmensas zonas.[2][1]
- Sismo de 2009: el 6 de noviembre de 2009 (15 años) con 5,6 Richter.[cita requerida]